# Baculigerus
Baculigerus is een geslacht van hooiwagens uit de familie Escadabiidae.
De wetenschappelijke naam Baculigerus is voor het eerst geldig gepubliceerd door H. E. M. Soares in 1979. 

## Soorten
Baculigerus is monotypisch en omvat slechts de volgende soort:
- Baculigerus litoris